# Céligny
Céligny là một đô thị thuộc bang Genève, Thụy Sĩ. Bang này có hai vùng đất nằm lọt nhỏ của bang Genève trong bang Vaud, gần Crans-près-Céligny.
Nhà kinh tế học người Ý Vilfredo Pareto, cha đẻ của học thuyết 80/20 và Tối đa hóa Paretos, đã sinh sống ở Céligny. Ông đã qua đời vào ngày 19 tháng 8 năm 1923 ở Céligny và được an táng ở đây. Một công dân nổi tiếng khác là diễn viên Richard Burton được an táng ở đây. Tiểu thuyết gia Alistair MacLean cũng được an táng ở đô thị này.